# Gray Matter
"Gray Matter" é o quinto episódio da primeira temporada da série televisiva de drama norte-americana Breaking Bad. O episódio foi escrito por Patty Lin e dirigido por Tricia Brock. Ele foi exibido pela primeira vez no dia 24 de fevereiro de 2008 nos Estados Unidos e Canadá pelo canal de televisão AMC.

## Enredo
Walt e Skyler participam da festa de aniversário de Elliott Schwartz, um amigo de longa data dos dois. Há alguns anos atrás, Walt e sua então namorada Gretchen fundaram uma empresa chamada Gray Matter Technologies com Elliott — o nome da empresa é derivado da mistura de cores dos seus sobrenomes, "White" ("Branco", em português) e "Schwartz" ("Preto", do alemão) — porém Walt optou por vender sua parte da companhia. Posteriormente, a empresa floresceu com as inovações de Walt e Elliott se casou com Gretchen. Devido a este passado conturbado, Walt se sente bastante tenso na festa de aniversário. Quando Elliott lhe oferece um emprego e afirma que a Gray Matter tem um excelente seguro de saúde, Walt percebe que Skyler contou a Elliott sobre seu câncer e fica chateado com ela.
Após ser rejeitado em uma entrevista de emprego, Jesse mostra a seu amigo Badger o trailer que Walt e Jesse usam como laboratório de metanfetamina. No deserto, Jesse fica frustrado por não conseguir cozinhar metanfetamina com as mesmas qualidades que a do Walt, e joga seu próprio produto fora, para desgosto de Badger. Jesse decide tentar novamente e cozinha mais alguns lotes, mas ele também acaba os descartando. Badger e Jesse brigam pela metanfetamina e, quando Jesse o empurra para fora do trailer, ele vai embora dirigindo deixando Badger para trás.
No fim de semana, Walt Jr. e dois amigos estão esperando do lado de fora de uma loja de conveniência, esperando alguém comprar cerveja para eles. Os amigos fogem quando Walt Jr. se aproxima de um policial que estava fora de serviço. O policial diz para ele que aquele tinha sido seu "primeiro e último aviso", e o escolta de volta para casa. Tal evento leva Skyler a fazer uma intervenção para Walt, onde ela diz que não entende o porquê de Walt estar recusando o tratamento. Hank, Walt Jr. e Marie discutem sobre o que fazer: Enquanto Skyler e Walt Jr. insistem que ele faça o tratamento, Marie e, posteriormente, Hank, sentem que Walt devia ter a liberdade de escolher não fazer o tratamento, se ele assim o quisesse. Walt encerra a intervenção dizendo que não fará o tratamento.
Na manhã seguinte, Walt muda de ideia e diz a Skyler que fará o tratamento e que também cuidará pessoalmente do cheque de Elliott. Mais tarde, Gretchen liga para Walt dizendo que ele precisa aceitar o dinheiro. Walt diz que aprecia a oferta, mas mente e diz que seu seguro é capaz de cobrir as despesas. Em seguida, Walt vai até a casa de Jesse e pergunta se ele ainda quer cozinhar.

## Produção
O episódio foi escrito por Patty Lin e dirigido por Tricia Brock. "Gray Matter" foi ao ar pela primeira vez no dia 24 de fevereiro de 2008 nos Estados Unidos e Canadá pelo do canal de televisão AMC.

## Recepção
O episódio foi bem recebido pela crítica especializada. Seth Amitin, escrevendo para a IGN, avaliou o episódio com nota 8.9 de 10. Donna Bowman, do The A.V. Club, deu nota "A -" para o episódio.